# Kosmos 120
Kosmos 120 (ros. Космос 120) – radziecki satelita rozpoznawczy; 39. statek serii Zenit-2 programu Zenit (34. statek na orbicie), którego konstrukcję oparto na załogowych kapsułach Wostok.